# Kent Karlsson
Kent Karlsson (Arboga, 25 de novembro de 1945) é um ex-futebolista sueco que atuava como zagueiro.

## Carreira
Karlsson competiu na Copa do Mundo FIFA de 1974, sediada na Alemanha, na qual a seleção de seu país terminou na quinta colocação dentre os 16 participantes.